# Le Bernard
Le Bernard – miejscowość i gmina we Francji, w regionie Kraj Loary, w departamencie Wandea.
Według danych na rok 1990 gminę zamieszkiwało 591 osób, a gęstość zaludnienia wynosiła 22 osób/km² (wśród 1504 gmin Kraju Loary Le Bernard plasuje się na 791. miejscu pod względem liczby ludności, natomiast pod względem powierzchni na miejscu 356.).